# Sarkadkeresztúr
Sarkadkeresztúr es un pueblo ubicado en el distrito de Sarkad, en el condado de Békés, Hungría.

## Superficie
Posee una superficie de 35,30 kilómetros cuadrados.

## Demografía
Hasta 2019 la población era de 1446 habitantes, con una densidad de población de 40,96 habitantes por kilómetro cuadrado.